# Notoscyphus collenchymatosus
Notoscyphus collenchymatosus là một loài Rêu trong họ Jungermanniaceae. Loài này được C. Gao, X.Y. Jia & T. Cao mô tả khoa học đầu tiên năm 1999.